# Korfi
Korfi (gr. Κορφή) – wieś w Republice Cypryjskiej, w dystrykcie Limassol. W 2011 roku liczyła 199 mieszkańców.